# Euciroa millegemmata
Euciroa millegemmata is een tweekleppigensoort uit de familie van de Euciroidae. De wetenschappelijke naam van de soort is voor het eerst geldig gepubliceerd in 1952 door Kuroda & Habe in Kuroda.